# DEB-Pokal der Frauen 2003
Der DEB-Pokal der Frauen 2003 wurde am 1. und 8. März 2003 in zwei Spielen zwischen den Mannschaften ERC Sonthofen 99 und WSV Braunlage ausgetragen.
Zur Ermittlung der Finalteilnehmer wurde eine Pokalrunde in den Gruppen Nord und Süd ausgetragen.

## Modus
Im Rahmen der Fraueneishockey-Bundesliga 2002/03 wurde eine Vorrunde in den zwei Gruppen Nord und Süd ausgetragen. Die beiden Erstplatzierten beider Gruppen nahmen anschließend weiter an Meisterschaftsspielen teil. Die restlichen Mannschaften spielten gruppenintern in je einer Pokalrunde die Finalteilnehmer aus.
Die Mannschaft der EC Hannover Seahawks wurde nach der Vorrunde ausgeschlossen und nahm nicht an der Pokalrunde teil. Die ESG Esslingen als Letzte der Pokalrunde Süd war der zweite Absteiger.

## Pokalrunde
| Gruppe Nord | Gruppe Nord   | Gruppe Nord | Gruppe Nord | Gruppe Nord | Gruppe Nord | Gruppe Nord | Gruppe Nord |
| ----------- | ------------- | ----------- | ----------- | ----------- | ----------- | ----------- | ----------- |
| Platz       | Name          | Spiele      | Siege       | Unent.      | Niederl.    | Tore        | Punkte      |
| 1.          | WSV Braunlage | 6           | 5           | 0           | 1           | 19:20       | 7:5         |
| 2.          | Grefrather EC | 6           | 5           | 0           | 1           | 16:14       | 6:6         |
| 3.          | EC Bergkamen  | 6           | 2           | 0           | 4           | 19:20       | 5:7         |

| Gruppe Süd | Gruppe Süd             | Gruppe Süd | Gruppe Süd | Gruppe Süd | Gruppe Süd | Gruppe Süd | Gruppe Süd |
| ---------- | ---------------------- | ---------- | ---------- | ---------- | ---------- | ---------- | ---------- |
| Platz      | Name                   | Spiele     | Siege      | Unent.     | Niederl.   | Tore       | Punkte     |
| 1.         | ERC Sonthofen 99       | 6          | 4          | 2          | 0          | 31:08      | 10:02      |
| 2.         | EHC Memmingen          | 6          | 3          | 0          | 3          | 22:19      | 06:06      |
| 3.         | DEC Tigers Königsbrunn | 6          | 1          | 2          | 3          | 09:19      | 04:08      |
| 4.         | ESG Esslingen          | 6          | 2          | 0          | 4          | 17:33      | 04:08      |

## Finale
| 1. März 2003 17:00 Uhr | ERC Sonthofen 99 A. Bergmann (4:34) F. Wessely (25:54) | 2:7 (1:2, 1:4, 0:1) Spielbericht | WSV Braunlage B. Evers (13:36) F. Busch (15:14) F. Busch (21:37) A. Jordan (24:58) B. Evers (25:30) B. Evers (28:56) B. Evers (41:00) | Eissporthalle, Sonthofen Zuschauer: 150 |

| 8. März 2003 17:00 Uhr | WSV Braunlage M. John (16:31) B. Evers (21:37) F. Busch (36:04) A.-K. Dommnich (42:45) I. Anderfuhr (43:55) F. Busch (44:53) F. Busch (47:21) J. Haun (58:27) | 8:3 (1:2, 2:1, 5:0) Spielbericht | ERC Sonthofen 99 S. Kullmann (1:29) P. Speyer (9:40) C. Berndaner (37:12) | Wurmberg-Eisstadion, Braunlage Zuschauer: 220 |

## Endstand
Der Wintersportverein 1892 Braunlage konnte den zum zweiten Male ausgetragenen Pokalwettbewerb der Frauen gewinnen.
| Platz | Verein           |
| ----- | ---------------- |
|       | WSV Braunlage    |
|       | ERC Sonthofen 99 |